# Avril 1777
Cette page présente les faits marquants du mois d'avril 1777.

## Événements
- 13 avril : le négus d’Éthiopie Takla-Haïmanot II est déposé ; il meurt le 15 septembre, peut-être assassiné. Début du règne de Salomon II (fin en 1779)[1].
- 18 avril : arrivée à Paris de Joseph II, en voyage incognito en France sous le nom de Falkenstein[2]. Il prend connaissance des doctrines économiques des mercantilistes et des physiocrates.
- 21 avril : Pedro de Cevallos arrive à Montevideo[3]. Le 4 juin, les Portugais sont chassés de Colonia del Sacramento en Uruguay[4].
- 24 avril, France : création de l'"IGC" Inspection générale des carrières.

## Naissances
- 5 avril : Jules-César Savigny, zoologiste français († 1851)
- 30 avril : Carl Friedrich Gauss († 1855), mathématicien allemand.

## Décès
- 12 avril : Claude-Prosper Jolyot de Crébillon, dit Crébillon fils, écrivain libertin français (°1707).